# Zosterop del Karthala
El zosterop del Karthala (Zosterops mouroniensis) és un ocell de la família dels zosteròpids (Zosteropidae).

## Hàbitat i distribució
Habita praderies alpines de l'illa de Grande Comore.